# Ліхтенштейн на літніх Олімпійських іграх 2004
Ліхтенштейн брав участь у літніх Олімпійських іграх 2004 року в Афінах (Греція), але не здобув жодної медалі. Ліхтенштейн був однією з трьох країн, які були представлені у змаганнях лише одним спортсменом.
Князівство представляв Олівер Гейссманн у змаганнях зі стрільби.

## Результати змагань

### Стрільба
Єдиний стрілець з Ліхтенштейну посів 22-е місце у змаганнях.
Чоловіки
| Спортсмен        | Дисципліна                  | Кваліфікація | Кваліфікація | Фінал      | Фінал      | Місце |
| Спортсмен        | Дисципліна                  | Очки         | Результат    | Очки       | Результат  | Місце |
| ---------------- | --------------------------- | ------------ | ------------ | ---------- | ---------- | ----- |
| Олівер Гейссманн | пневматична гвинтівка, 10 м | 591          | 22           | Не пройшов | Не пройшов | 22    |